# Oombulgurri
Oombulgurri is een plaats in de regio Kimberley in West-Australië. Van 1913 tot 1968 was het een Anglicaanse missie. In 1926 vond er een bloedbad plaats waarbij minstens elf Aborigines werden vermoord. Van 1973 tot 2011 leefde er een kleine Aboriginesgemeenschap.

## Geschiedenis
In 1913 richtte de Anglicaanse Kerk langs de rivier de Forrest nabij Wyndham de 'Forrest River Mission' op. Een veertigtal Aborigineskinderen werden er in slaapzalen ondergebracht, gescheiden van hun ouders. Tot in de jaren 1950 werden de Aborigineskinderen er zeer streng opgevoed. De missie werd als gevolg van de hoge kosten en schulden in 1968 ontbonden.
In 1926 leidden spanningen tussen de Aborigines uit de missie en de eigenaars van het 'Nulla Nulla Station' tot het 'Forrest River'-bloedbad. De Aborigines trokken naar het op hun land gelegen station en doden er vee met hun speren. Een Aboriginesman genaamd Lumbia doodde mede-eigenaar Frederick Hay omdat die zijn vrouw Anguloo had verkracht. Dertien politieagenten trokken daarop naar de missie en richtten er een bloedbad aan. De missie rapporteerde dertig vermiste personen. Een onderzoek bracht aan het licht dat zestien Aborigines waren gedood en verbrand. Een koninklijke commissie kwam tot de conclusie dat minstens elf Aborigines waren gedood. Hun lichamen werden in drie speciaal daarvoor gebouwde steenovens verbrand om de bewijzen te vernietigen.
In oktober 1973 vestigden een dertigtal Aborigines zich met hulp van de federale overheid in de verlaten Forrest River Mission. Het eerste erkende onafhankelijke Aboriginesschooltje van Australië - waar ouders de leerinhoud bepaalden - werd er een jaar later opgericht.
In 2005 stierven in Oombulgurri vier mensen door zelfdoding. Er werd een onderzoek ingesteld. In de gemeenschap bleken slecht leiderschap, alcoholisme, huiselijk geweld, kinderverwaarlozing en seksueel geweld veelvuldig voor te komen. Drie mensen werden gearresteerd voor pedofilie. De West-Australische overheid besliste in 2011 de gemeenschap te sluiten. In augustus 2011 werd het politiekantoor gesloten en korte tijd daarna werden de nutsvoorzieningen afgesloten.

## Beschrijving
Oombulgurri maakt deel uit van het lokale bestuursgebied (LGA) Shire of Wyndham-East Kimberley waarvan Kununurra de hoofdplaats is. In 2021 telde Oombulgurri 27 inwoners tegenover 107 in 2006.
Sinds 2013 valt Oombulgurri binnen het gebied waar de 'Balanggarra Aboriginal Corporation'-native title-eis is erkend.

## Transport
Oombulgurri ligt langs de rivier de Forrest ten noorden van de Great Northern Highway, 3.148 kilometer ten noordoosten van de West-Australische hoofdstad Perth, 196 kilometer ten noordwesten van het havenplaatsje Wyndham en 239 kilometer ten noordwesten van Kununurra.
Ten noorden van van het plaatsje ligt een startbaan: de Oombulgurri of Forrest Mission Airport (IATA: FVR,LCL: YFRV).